# Platja de Baix a Mar
La platja de Baix a Mar, o platja del Barri Marítim, és una platja urbana del municipi de Torredembarra (Tarragonès), situada davant de l'antic barri de pescadors, anomenat Baix a Mar. Entre 2019 i 2023 la platja va ser guardonava amb la distinció internacional de bandera blava.
Limita a llevant amb la platja dels Muntanyans, a l'alçada del Club Marítim, i a ponent amb la platja de la Paella, a l'alçada de la plaça Narcís Monturiol. Orientada al sud-est, té una longitud de 800 metres i una amplada mitjana de 42 metres, formada per sorra fina i daurada, amb un pendent d'entrada a l'aigua suau. Disposa de senyalització, socorrisme i salvament, accessos per a persones amb mobilitat reduïda (que inclou cessió de cadires amfíbies), dutxes, sanitaris portàtils, lloguer de para-sols, zona esportiva, espai per a jocs infantils i, fins i tot, una biblioplatja.
Està flanquejada per un passeig marítim de vianants, al final del qual hi ha Cal Bofill, un centre de divulgació mediambiental. Entre Cal Bofill i el Club Marítim hi desemboca la riera de la Rasa. El Club Marítim ofereix cursos i esdeveniments relacionats amb la vela, la moto aquàtica i la pesca esportiva.
El 2024 s'hi va crear una zona de 2.000 m² per a gossos, a més d'ampliar la zona d'estada per a persones amb mobilitat reduïda.
Sota l'aigua hi ha la zona de les Antines, amb un bonic paisatge submarí format per tres barres de roca que s'alcen paral·leles a la línia de la costa, on s'hi pot practicar l’snorkel.
Dins del mar, enfront de la platja i sobre un bloc de formigó, es va instal·lar el 1999 l'escultura Alfa i Omega, de l'artista Rafael Bartolozzi, que va ser enretirada el 2018 a causa del deteriorament del material. Està previst fer-ne una rèplica per col·locar-la al mateix lloc.
L'Agència Catalana de l'Aigua efectua un control quinzenal de la qualitat de l'aigua, durant la temporada de bany, amb el resultat d'excel·lent. Ha rebut diversos anys el guardó EcoPlayas, que reconeix la qualitat de la platja des del punt de vista ambiental, turístic i de sostenibilitat.